# 乱死怒町より愛を吐いて
『乱死怒町より愛を吐いて』(らんしどちょうよりあいをはいて)は、2015年に公開された日本映画。監督、脚本は島田角栄。

## 概要
広島県尾道市を舞台に自己愛をテーマに贈るパンク・ムービー。主演は川本三吉と後藤まりこ。

## キャスト
- 岡田：川本三吉
- 舞：後藤まりこ
- アウト：KONTA
- ：大塚明夫
- 舞の姉：鳥居みゆき
- ：古市コータロー
- ：鳥肌実
- ：森若香織
- テル：白井光浩
- ：ザ・クレイジーSKB
- ：コザック前田
- ：冠徹弥
- ：石原卓
- ：カズミファイブ
- ：森田展義
- ：クリトリック・リス
- ：ナマコラブ
- ：安藤八主博
- ：リカヤ・スプナー
- ：劇団ストーンエイジ
- ：車地瑞保
- ：西原由起
- ：デカルコ・マリィ
- ：村上森子
- ：片山誠子
- ：中田彩葉
- ：栗田ゆうき
- ：岩切千穂

## スタッフ
- 監督・脚本：島田角栄
- プロデューサー：沖直久
- 撮影：大隈文顕
- AP：三丸聡
- 助監督：山本啓太、高木裕也、泉尾理江、水取拓也
- 照明：上田誠
- CG：DOC
- 音楽監督：森定道広、ツリイテツヤ、Under funny hair
- 整音：木本幸弘
- 製作・配給：「乱死怒町より愛を吐いて」製作委員会